# الغرفة (فلم)
الغرفة (بالإنجليزية: The Room) هو فيلم درامي أمريكي مستقل صدر عام 2003 من تأليف وإنتاج وإخراج تومي ويساو، الذي يؤدي دور البطولة بجانب جولييت دانيال وجريج سيسترو. يرتكز الفيلم على مثلث الحب الميلودرامي بين المصرفي المحبوب جوني ( ويساو)، وخطيبته المخادعة ليزا ( دانيال)، وصديقه المفضل المتنازع عليه مارك ( سيسترو). وقد خصص جزء كبير من الفلم سلسلة من الحبكات الفرعية غير ذات صلة، التي تحتوي معظمها على شخصية مركزية واحدة على الأقل ولا تُحَل بسبب التركيب القصصي المتناقض. يقال إن العمل يقصد به شبه سيرة ذاتية تلمح إلى حياة ويساو الحقيقية، ويلمح العنوان إلى القدرة على أن تكون الغرفة موقعًا للأحداث الجيدة والسيئة. سميت المسرحية التي اشتق منها الفيلم بسبب أحداثها التي تجري بالكامل في غرفة واحدة. 
وصف عدد من المقالات الفيلم بأنه أحد أسوأ الأفلام على الإطلاق. ووصف أحد النقاد الغرفة بأنه «المواطن كين للأفلام السيئة». عُرض الغرفة في عدد محدود فقط من مسارح كاليفورنيا، وسرعان ما أصبح فيلمًا محدود الشعبية بسبب السرد الغريب غير التقليدي للقصة، والعيوب الفنية والسردية، وأداء ويساو غير المتقن. وصف ويساو الفيلم لاحقًا بأنه كوميديا سوداء، لكن عدّه الجمهور عمومًا دراما سيئة الصنع، وهو رأي يشاركه بعض الممثلين.
الفنان الفاشل، مذكرات سيسترو عن أحداث الغرفة، شارك في كتابتها توم بيسيل ونُشرت عام 2013. الفيلم يحمل نفس العنوان ويعتمد على الكتاب، من إخراج وبطولة جيمس فرانكو، حصل الكتاب والفيلم على تشجيع واسع النطاق والعديد من الترشيحات للجوائز. ألهمت الغرفة أيضًا تعديل غير رسمي من لعبة الفيديو، غرفة التكريم، وقد صدرت في نيوكراوندس عام 2010 .

## القصة
جوني مصرفي ناجح يعيش في منزل مستقل في سان فرانسيسكو مع خطيبته ليزا، التي أصبحت غير راضية عن علاقتهما. تغوي صديقه المفضل، مارك، ويبدأ الاثنان علاقة سرية. في هذه الأثناء، بعد أن سمع جوني بأن ليزا تعترف بخيانتها لأمها كلوديت، دس مسجل شرائط بهاتفها في محاولة للتعرف على حبيبها من خلال تسجيل محادثاتهما الهاتفية.
ديني، طالب جامعي مجاور يدعمه جوني ماديًا وعاطفيًا، دخل في مواجهة مع تاجر مخدرات مسلح، لكن جوني ومارك تغلبا عليه واحتجزاه. يشتهي ديني أيضًا ليزا، ويعترف بذلك لجوني، الذي يتفهمه ويشجعه على التقرب من زميلة له في الصف بدلًا من ذلك. يتشوش ذهن جوني ويطلب مساعدة الطبيب النفسي بيتر، صديق مارك. يعترف مارك لبيتر أيضًا بأنه يشعر بالذنب بشأن علاقته الغرامية. عندما يسأل بيتر مارك عن علاقته بليزا، هاجم مارك بيتر وحاول قتله، لكنهم سرعان ما تصالحا.
في حفلة عيد ميلاد مفاجئة لجوني، يمسك صديقه ستيفن بليزا تقبل مارك في حين يكون الضيوف الآخرون بالخارج، ويواجههم بشأن الأمر. أعلن جوني أنه وليزا يتوقعان طفلًا، لكن ليزا كشفت لاحقًا أنها كذبت بهذا الشأن. في نهاية الأمسية، تتباهى ليزا بعلاقتها أمام جوني ويبدأ مارك بمهاجمته.
بعد الحفل، يحبس جوني نفسه في الحمام في حالة من اليأس. عندما يغادر، يسترجع مسجل الكاسيت الذي ربطه بالهاتف ويستمع إلى مكالمة حميمية بين ليزا ومارك. غاضبًا، يوبخ جوني ليزا لخيانتها له، ما دفعها إلى إنهاء علاقتها نهائيًا وأعلنت أنها ستنتقل للعيش مع مارك. يصاب جوني بانهيار عاطفي، فيحطم شقته ثم ينتحر بإطلاق الرصاص داخل فمه.
عند سماع الضوضاء، استعجل ديني ومارك وليزا لصعود الدرج ويعثرون على جثته. يلوم مارك ليزا لوفاة جوني، ويصف سلوكها بالمخادع ويطلب منها الخروج من حياته. يطلب ديني من ليزا ومارك تركه مع جوني، لكنهم يبقون حتى تصل الشرطة.